# U-Bahnhof Dehnhaide

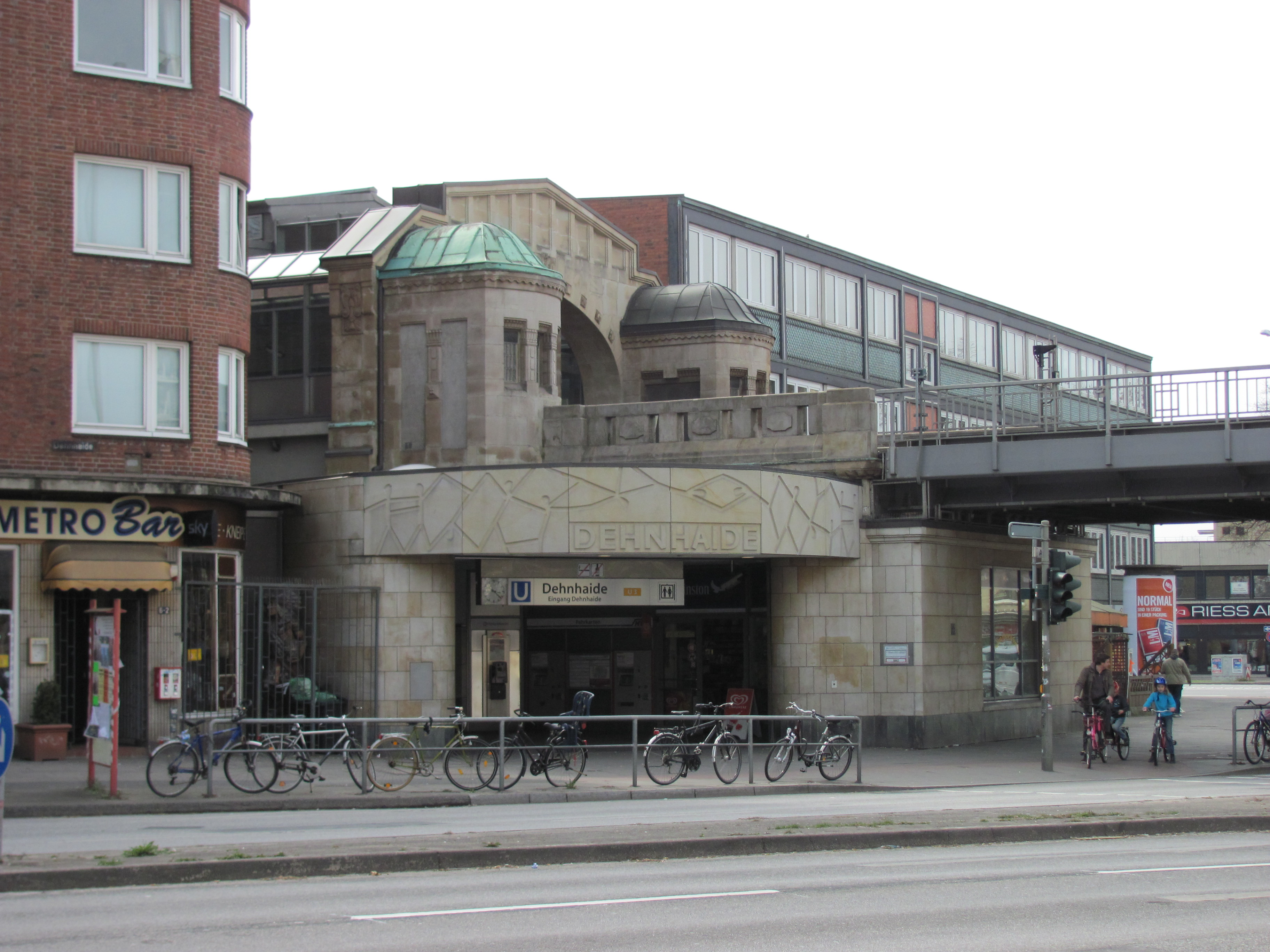
Zugang zum U-Bahnhof

Der U-Bahnhof Dehnhaide ist eine Haltestelle der Hamburger U-Bahn-Linie U3 im Stadtteil Barmbek-Süd. Das Kürzel der Station bei der Betreiber-Gesellschaft Hamburger Hochbahn lautet „DE“. Der U-Bahnhof hat täglich 14.119 Ein- und Aussteiger (Mo–Fr, 2019).

## Aufbau und Lage
Dehnhaide ist ein Hochbahnhof. Die namensgebende Straße wird unmittelbar nördlich der beiden etwa 120 Meter langen Seitenbahnsteige gekreuzt. Hier befinden sich auch Eingänge zum U-Bahnhof, über Treppen sind die Bahnsteige unmittelbar zu erreichen, Aufzüge ermöglichen einen barrierefreien Zugang. Weitere Treppen befinden sich jeweils am Südende der Bahnsteige. Bis auf etwa 20 Meter am Südende ist die gesamte Anlage vollständig überdacht.

## Geschichte
Dehnhaide wurde als Teil der ersten Hamburger U-Bahn-Strecke, der sogenannten Ringlinie, bereits zwischen 1908 und 1910 errichtet. Im März 1912 konnte auf diesem Streckenabschnitt auch der Fahrgastverkehr aufgenommen werden. Ende der 1920er Jahre wurden die Bahnsteige von ursprünglich 60 Meter auf 90 Meter verlängert.
Durch englische Bombenangriffe (Operation Gomorrha) wurde im Juli 1943 die bis dahin dicht besiedelte Umgebung fast vollständig zerstört. Auch der U-Bahnhof selbst wurde so stark beschädigt, dass der Verkehr eingestellt werden musste. Erst fünf Jahre nach Kriegsende, im Juli 1950, wurde der Betrieb wieder aufgenommen.
Anfang der 1990er Jahre wurde der Bahnhof komplett neu errichtet. Seither besitzt er auch die fast vollständige Überdachung der beiden Bahnsteige.

## Weiteres
Das Haltestellenkürzel der Station Dehnhaide lautet „DE“. Der Abstand zum U-Bahnhof Barmbek beträgt fast 1,2 Kilometer, bis Hamburger Straße sind es hingegen etwa 600 Meter. Es besteht Anschluss zu einer Stadtbuslinie. Etwa 100 m vom Bahnhof entfernt liegt eine Station von StadtRAD Hamburg.
| Linie | Verlauf |
| ----- | --- |
| U 3   | Barmbek – Saarlandstraße – Borgweg (Stadtpark) – Sierichstraße – Kellinghusenstraße – Eppendorfer Baum – Hoheluftbrücke – Schlump – Sternschanze – Feldstraße (Heiligengeistfeld) – St. Pauli – Landungsbrücken – Baumwall (Elbphilharmonie) – Rödingsmarkt – Rathaus – Mönckebergstraße – Hauptbahnhof Süd – Berliner Tor – Lübecker Straße – Uhlandstraße – Mundsburg – Hamburger Straße – Dehnhaide – Barmbek – (in Planung Fuhlsbüttler Straße –) Habichtstraße – Wandsbek-Gartenstadt |